# شهرستان فنگدو
شهرستان فنگدو (به چینی: 丰都县، به پین‌یین: Fēngdū Xiàn) یک شهرستان تابع شهر چونگ‌چینگ، در جمهوری خلق چین است. شهرستان فنگدو ۲٬۸۹۶ کیلومتر مربع مساحت و ۶۴۹٬۲۰۰ نفر جمعیت دارد.
پیش از سال ۱۹۹۷، شهرستان فنگدو تابع ولایت فولینگ در استان سیچوآن بود.
در مارس سال ۱۹۹۷ میلادی، شهرستان فنگدو از استان سیچوآن جدا شده و به شهر جدید التاسیس در سطح استان چونگ‌چینگ پیوست.
در دسامبر همان سال، ولایت فولینگ منحل شده و شهرستان فنگدو مستقیما تابع شهر چونگ‌چینگ قرار گرفت.